# Бен-Сирах
Бен-Сирах (Бен-Сира, также Иисус, Иешуа ישוע‎, в синодальном переводе Библии — Иисус сын Сирахов) — автор ветхозаветной книги, известной под греческим именем «Мудрость Иисуса, сына Сирахова» или латинским названием «Екклезиастик» и написанной около 290 или 170 года до н. э.. Книга имеет поучительный характер и отражает жизнь и взгляды знатных иудеев эллинской эпохи. В иудаизме и протестантстве не считается канонической, но апокрифом.
Бен-Сираху приписывается также авторство текста «Алфавит» (сохранился средневековый список периода VIII—X веков).

## О Бен-Сирахе

### Имя
Относительно подлинного имени Бен-Сираха известно, что в Талмуде и Мидраше он называется лишь фамильным именем בן סירא‎, а его собственное имя там нигде не встречается. Фамильному имени соответствуют греческое Σειράχ или Σιράχ и сирийское סירא или אסירא, причём последнее («пленник, узник»), является народной этимологией слова סירא. Но греческий перевод имеет («L, 27») и собственное имя Бен-Сираха Ἰησοῦς ὑιὸς Σειράχ ὁ Ἰεροσολυμείτης, а древнейшие рукописи прибавляют после Σειράχ ещё имя Ἐλεαζάρου.
Таким образом, собственное имя Бен-Сираха есть Иешуа или Иисус, и он был сыном Элеазара и иерусалимцем; тем же именем собственным называет его и греческий переводчик в своем «Предисловии» к переводу — «мой дед Иисус» (ὁ πάππος μου Ἰησοῦς).
Но еврейский текст имеет в том же стихе «L, 27» שמעין בן ישוע בן אלעזר בן סירא‎ и в конце книги שמעין בן ישוע שנקרא בן סירא‎. Точно так же называют Бен-Сираха Саадия-гаон в «Сефер Гагалуй» (Sefer ha-Galui, ивр. ספר הגלוי‎) и надписи сирийского перевода; заглавие этого перевода в Полиглоттах гласит כתבא דישוע בר שמעון. Так как трудно допустить, чтобы внук (или потомок) ошибался в самом имени своего предка, то приходится допустить, что настоящее имя Бен-Сираха было Иешуа бен-Элеазар Бен-Сира и что имя Симон попало в стих «L, 27» (а оттуда в конец книги) из  24-го стиха той же главы יאם עם שמעון חסדו‎, после которого позже были введены совершенно не относящиеся сюда стихи 25—26, так что раньше, когда ещё стих 27 следовал непосредственно за стихом 24, такое ошибочное повторение имени Симона было вполне возможно.

### Учёный
Из жизни Бен-Сираха известно лишь то, что он был учёным (ἀναγιγνώσκων, סופר‎), весьма сведущим во всей еврейской письменности своего времени (см. «Предисловие» внука), что он, как почти все соферы его эпохи, был учителем и имел иешиву (бейт-мидраш, «LI, 23») и, как видно из еврейского текста, был доволен своей иешивой (аудиторией, LI, 27; греческий переводчик читал בישועתי‎ вместо בישיבתי‎, а сирийский בתשובתי).

### Путешественник
Если считаться с греческим переводом, а не с сирийским, Бен-Сирах много путешествовал (XXXI, 12; ср. также греческий перевод к «LI, 13», с еврейским оригиналом); во всяком случае, большой житейский опыт Бен-Сираха указывает на знакомство с различными странами и народами, а это могло быть достигнуто лишь благодаря продолжительным путешествиям.

### Род занятий
Из некоторых стихов (напр. LI, 1—12) видно, что жизнь Бен-Сирах неоднократно подвергалась опасности, и если следовать греческому и латинскому переводам, эта опасность была однажды вызвана тем, что Бен-Сираха оклеветали перед царём (стих «LI, 6»), по-видимому, перед Птолемеем IV (220—204 до н. э.).
Бен-Сирах занимал, по всей вероятности, видную общественную должность (см. XXXVIII, 24, и ср. с XXXIX, 4). Предположение, что он был врачом, по мнению авторов ЕЭБЕ лишено основания; мнение же, будто он был священником, вероятнее всего основывается на ошибке писца Синайского кодекса (вместо ἱερεύς ὁ Σολυμείτης следует читать Ἰεροσολυμείτης).

## Книга Бен-Сираха
Писавшие по-гречески отцы церкви Евсевий (ок. 263—340) и Иероним (342—419/420) эту книгу называли также «Вседобродетельной Мудростью» (Πανάρετος Σοφία, или Ή Πανάρετος), а Климент Александрийский, который очень часто приводил из неё изречения, именовал её «Писанием» (Γραφή), «Мудростью» (Σοφία) и «Воспитателем» (Παιδαγωγός). Писавшие по-латыни отцы церкви, начиная с Киприана, именовали книгу «Екклезиастик» (Ecclesiasticus).
Время составления книги Бен-Сираха было бы определить нетрудно, если бы было известно, которого из двух первосвященников Симонов Ониадов (חוניו; שמעון בן יוחנן‎ — Όνίας — греческое сокращение имени Иоханан, יוחנן‎) Бен-Сирах описывает с таким увлечением на протяжении целых 24 стихов (L, 1—24). Такой восторженный отзыв свидетельствует ο том, что Бен-Сирах знал этого Симона бен-Иоханан лично, хотя само описание составлено лишь после смерти великого первосвященника.
Содержание книги в общем совпадает с содержанием еврейской «мудрости» (חכמה‎), соответствующей греческой Софии, или философии в целом, но коренным образом отличающейся от неё по существу. «Мудрость Иисуса, сына Сирахова» — по преимуществу, мудрость практическая, результат житейского опыта и поучений всех святых мудрецов древности: Бен-Сирах учит тому, как молодежь должна относиться к старикам, родители к детям, муж к жене, господин к рабу и т. п., как нужно держаться в присутствии сильных мира сего, в обществе, на трапезе и т. д. Он говорит ο всех классах населения: ο земледельцах, ο ремесленниках, ο книжниках, ο врачах, а также ο взаимоотношениях между бедными и богатыми, наставляет насчет государственной и общественной деятельности, обращения с друзьями и т. д. Вместе с тем он уделяет много места и внушениям религиозного свойства: ο необходимости исполнения обрядов, почитания священников и принесения даров, а также в целых главах рисует величие Божие, проявляющееся в жизни природы и людей, воспевает Его справедливость, не всегда доступную человеческому разуму, и в песнях славословит Его за Его благодеяния. Вместе с тем Бен-Сирах прославляет и еврейский народ, молит об его избавлении от врагов и ο возвеличении его и Иерусалима и, наконец, посвящает целый отдел своей книги (XLIV — L) «прославлению отцов вселенной» (שבח אבות העולם‎); там вереницей проходят все герои еврейской истории, начиная с Эноха и кончая современником автора, первосвященником Симоном, так что перед читателем в этих главах развертывается вся еврейская история в лицах. В целом, книга отражает жизнь и взгляды знатных иудеев эллинской эпохи.
Достоинства книги обусловили то, что она, не будучи канонизирована у иудеев, часто цитировалась в Талмуде и Мидраше и охотно читалась не только христианами во всевозможных переводах, но и евреями в оригинале вплоть до XI века, благодаря чему этот оригинал и сохранился, хотя и в неполном виде.

## Память
В Иерусалиме есть улица в честь Бен-Сираха, продолжение улицы Хиллеля.